# Knut Michaelson

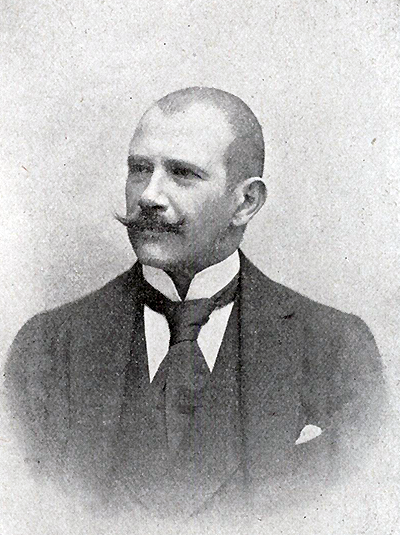
Knut Michaelson. Foto.

Knut Gottlieb Michaelson, född 1 april 1841 i Stockholm, död 23 september 1915, var en svensk dramatisk författare, teaterchef, målare samt brukspatron. 

## Biografi
Michaelson studerade vid Uppsala universitet åren 1859 till 1863. Efter studierna bosatte han sig på Schebo bruk i Stockholms län där han arbetade som disponent. År 1903 sålde han bruket och flyttade till Stockholm. Perioden 1908–1910 var han chef för Kungliga Dramatiska Teatern och därefter teaterchef och direktör för Nya Intima teatern 1911–1914. 
Michaelson gjorde sig känd som en spirituell dramatisk författare. Han skrev i fransk stil en rad välbyggda, av god dialog och säker, om än ytlig, karakteristik, utmärkta komedier.
Som konstnär studerade Michaelson konst för Fredrik Wilhelm Scholander och Josef Wilhelm Wallander och var verksam som genremålare. Han medverkade i utställningar arrangerade av Konstföreningen i Stockholm. Michaelson var son till August Michaelson. De är begravda på Norra begravningsplatsen utanför Stockholm.

## Teater

### Regi
| År   | Produktion                                        | Upphovsmän                                     | Teater                                              |
| ---- | ------------------------------------------------- | ---------------------------------------------- | --------------------------------------------------- |
| 1908 | Antigone Αντιγόνη                                 | Sofokles                                       | Dramaten                                            |
| 1909 | Macbeth                                           | William Shakespeare                            | Dramaten Regi tillsammans med August Lindberg       |
| 1911 | Renässans Renæssance                              | Holger Drachmann Översättning Daniel Fallström | Intima teatern                                      |
| 1911 | Unge greven                                       | Knut Michaelson                                | Intima teatern                                      |
| 1912 | Vid korsvägen Segraren Nattkyparen                | Ernst Didring                                  | Intima teatern regi tillsammans med Emil Grandinson |
| 1912 | Filip II Philippe II                              | Emile Verhaeren                                | Intima teatern                                      |
| 1912 | En kvinna utan betydelse A woman of no importance | Oscar Wilde                                    | Intima teatern regi tillsammans med Gustaf Collijn  |
| 1913 | Eldskärmen The Fire-screen                        | Alfred Sutro                                   | Intima teatern                                      |
| 1913 | Fästningen faller La Prise de Berg-Op-Zoom        | Sacha Guitry                                   | Intima teatern                                      |
| 1913 | Vildfåglar The Pigeon                             |                                                | Intima teatern                                      |
| 1913 | En parisare Un parisien                           | Edmond Gondinet                                | Intima teatern                                      |
| 1913 | Dynastin Peterberg                                | Mikael Lybeck                                  | Intima teatern                                      |
| 1913 | Positivhataren                                    | August Blanche                                 | Intima teatern                                      |
| 1914 | Hemligheten Le secret                             | Henry Bernstein                                | Intima teatern                                      |
| 1914 | Den skotska regnkragen La Pèlerine écossaise      | Sacha Guitry                                   | Intima teatern                                      |